# Victor du Hamel
Pour les articles homonymes, voir Hamel et Duhamel.
André Guy Victor du Hamel, né le 17 janvier 1776 et mort le 23 septembre 1838, est un vicomte français. Il commande la garde d'honneur du duc d'Angoulême, puis est maire de Bordeaux de 1824 à 1830.

## Biographie
André Guy Victor du Hamel est maréchal des Logis  et chef des Volontaires Royaux en 1814 pendant l'Empire. Il devient chef de la Garde Nationale de Bazas et est nommé en novembre 1823 membre du Conseil départemental de Gironde, gentilhomme de la Chambre du Roi Charles X en 1825. 
Il est fait chevalier (1814) puis officier (1825) de la Légion d’Honneur.
Il épouse successivement Victoire d’Ornano en 1793, qui meurt en 1796 en prison pendant la Terreur, puis en 1814 Octavie de Fréteau de Saint-Just (dont postérité).

## Mandature
Le vicomte du Hamel est nommé maire de Bordeaux le 18 janvier 1824 par Louis XVIII, et confirmé dans sa charge par Charles X en septembre de la même année. Il exercera cette fonction jusqu'au 9 août 1830.
Les royalistes et les Ultras sont largement majoritaires. La ville s'endette lourdement, notamment pour terminer la destruction du château Trompette. La municipalité se livre à des dépenses excessives, en négligeant l'investissement industriel. L'économie va mal, avec de nombreuses faillites et une forte poussée de la pauvreté.
Sous son mandat les premiers équipements d'éclairage au gaz (hydrogène) sont installés. Les abattoirs de la ville, qui empestent sur l'actuel cours Alsace-Lorraine, sont éloignés et transférés sur l'actuel cours de la Marne. L'hôpital Saint-André actuel (1826-1829) est construit, et la fontaine d'Audège inaugurée (1827).
Les 29 et 30 juillet 1830, à l'annonce des événements qui secouent Paris, la population bordelaise s'insurge et envahit la mairie. Du Hamel et son équipe se sont enfuis : une commission municipale provisoire de douze membres est mise en place par le préfet le 3 août, qui officiera jusqu'au 10, date à laquelle le nouveau roi Louis-Philippe investit maire de Bordeaux Charles Raymond Alphonse, marquis de Bryas.